# Ruapehu
Ruapehu (/ˈruːəˌpeɪhuː/; maorsko: [ˈɾʉaˌpɛhʉ]) je gora in aktivni stratovulkan na južnem koncu vulkanske cone Taupō in vulkanske planote Severnega otoka na Novi Zelandiji. To je 23 kilometrov severovzhodno od Ohakune in 23 km jugozahodno od južne obale jezera Taupō, znotraj narodnega parka Tongariro. Na njegovih pobočjih so glavna smučišča Severnega otoka in ledeniki.
Ruapehu, največji aktivni vulkan na Novi Zelandiji, ima najvišji vrh na Severnem otoku in ima tri glavne vrhove: Tahurangi (2797 m), Te Heuheu (2755 m) in Paretetaitonga (2751 m). Globok, aktiven krater je med vrhovi in se napolni z vodo med večjimi izbruhi, znan kot kratersko jezero (maorsko Te Wai ā-moe). Ime Ruapehu v maorskem jeziku pomeni »jama hrupa« ali »eksplozivna jama«.

## Geografija
Ruapehu leži  v središču Severnega otoka Nove Zelandije, 23 kilometrov severovzhodno od Ohakune in 23 km  jugozahodno od južne obale jezera Taupō, znotraj narodnega parka Tongariro. Ruapehu je največji in najjužnejši vulkan v narodnem parku z ocenjeno prostornino 110 km3. Vulkan je obdan z obročasto ravnino vulkanskega materiala, sestavljenega iz laharjevih usedlin, padanja pepela in zemeljskih plazov.
Na Ruapehu vodijo tri dostopne poti in vsaka pot vodi do enega od treh smučišč, ki so na njegovih pobočjih. Državna cesta št. 48 vodi do vasi Whakapapa ob vznožju gore, od tam pa vodi dovozna cesta do vasi Iwikau ob vznožju smučišča Whakapapa na severozahodnih pobočjih. Dostopna cesta iz mesta Ohakune vodi do smučišča Turoa na jugozahodnih pobočjih, proga za vozila s štirikolesnim pogonom pa vodi od Desert Road (državna cesta 1) do smučišča Tukino na vzhodnih pobočjih.
Aktivni krater Ruapehu, imenovan Kratersko jezero (Te Wai ā-moe), je na južnem koncu planote Summit in je, kot pove že ime, napolnjen s toplim, kislim jezerom. Izliv jezera je na vrhu doline Whangaehu, kjer izvira reka Whangaehu. Reka Whangaehu je znana po uničujočih laharjih, ki jih povzročajo izbruhi Ruapehuja. V zgodovinskih časih so izbruhi večkrat zgradili jezove tefre čez iztok, nazadnje leta 1945 in 1996. Ti jezovi so propadli leta 1953 oziroma 2007, kar je vsakič povzročilo izbruh Kraterskega jezera, ki je poslal uničujoče laharje po reki. Lahar leta 1953 je bil vzrok za katastrofo Tangiwai, v kateri je umrlo 151 ljudi. Še večji laharji so se zgodili leta 1862 in 1895.
Skupno je bilo na Ruapehu prepoznanih 18 ledenikov, od katerih jih je šest poimenovanih. V aktivnem kraterju najdemo dva ledenika: enega na severni strani kraterja pod vrhom Paretetaitonga in enega na jugu, in to sta edina kraterska ledenika na Novi Zelandiji. Večino ledu na Ruapehu vsebujejo le trije ledeniki: ledeniki Whangaehu, Summit Plateau in Mangatoetoenui. Ledenik Summit Plateau ni ledenik v pravem pomenu besede, temveč ledeno polje, ki zapolnjuje ugasli vulkanski krater, led pa tam doseže debelino več kot 130 m. Ledenik Whangaehu napaja reko Whangaehu, ledenik Mangatoetoenui pa je eden od glavnih izvirov reke Waikato, ki izvira kot niz potokov na vzhodnih pobočjih Ruapehuja. Na zahodni strani gore številni potoki, ki tam izvirajo, kot sta reki Whakapapa in Manganui o te Ao, napajajo reko Whanganui.
Ledeniki Ruapehu so na severni meji za nastanek trajnega ledu na Novi Zelandiji, zato so izjemno občutljivi na podnebne spremembe. Raziskave ledenikov, opravljene od leta 1955, so pokazale, da se vsi ledeniki tanjšajo in umikajo, z izjemo severnega kraterskega ledenika, ki se je odebelil in podaljšal, potem ko je leta 1953 izbruh Kraterskega jezera znižal gladino jezerske vode.

### Podnebje
Na zgornjih pobočjih Ruapehu vlada polarna tundra (Köppnova podnebna klasifikacija: ET) s povprečnimi temperaturami od −4–15 °C poleti in −7–7 °C pozimi, odvisno od nadmorske višine in oblačnosti. Na nižjih pobočjih ima Ruapehu subpolarno oceansko podnebje (Köppen: Cfc).
Prevladujoča smer vetra v regiji je zahodna ali severozahodna, viharni pogoji (tj. hitrosti vetra, višje od 61 km/h) so na gori pogosti. Padavin je več na zahodnih pobočjih Ruapehuja kot na vzhodnih pobočjih zaradi učinka padavinske sence. V vasi Whakapapa pade povprečno 2200 mm dežja na leto, medtem ko puščava Rangipo vzhodno od Ruapehuja prejme nekaj več kot 1500 mm dežja letno. Sneg v povprečju zapade že do 1500 m nadmorske višine.

### Hude vremenske nesreče
Vremenske razmere so čez dan lahko spremenljive, zato obiskovalcem gora svetujejo, da so pripravljeni in imajo pri sebi osnovno opremo za preživetje. Hudo vreme je v preteklih letih terjalo več življenj, vključno s petimi vojaki novozelandske vojske in enim pripadnikom mornarice RNZN, ki jih je leta 1990 ujela enotedenska nevihta med usposabljanjem za zimsko preživetje. Ista nevihta je ujela tudi izkušenega japonskega alpinista, ko ga je nepričakovano zagodlo vreme, vendar je zgradil snežno jamo in se vanjo zatekel, dokler ga niso rešili nekaj dni kasneje.
Zaradi ekstremnih vremenskih razmer so bili obiskovalci v preteklosti ujeti na gori. Leta 2003 je moralo približno 350 obiskovalcev smučišča Whakapapa in 70 osebja ostati čez noč na Top o' The Bruce (smučarski koči ob vznožju smučišča), potem ko je zaradi snežne nevihte cesta postala prenevarna za spust. Leta 2008 je bilo zaradi ekstremnih vremenskih razmer s smučišča Whakapapa evakuiranih približno 2000 obiskovalcev, avtomobili pa so bili spuščeni z gore v skupinah po pet. Približno 100 avtomobilov je čez noč ostalo na smučišču.

## Geologija
Ruapehu je kompozitni andezitni stratovulkan na južnem koncu vulkanske cone Taupō in je del vulkanskega središča Tongariro. Vulkanizem pri Ruapehu je posledica subdukcije Pacifiške plošče pod Avstralsko ploščo pri jarku Hikurangi vzhodno od Severnega otoka. Ruapehu je v svoji življenjski dobi izbruhnil iz več kraterjev, vendar je trenutno aktiven samo en krater, globok krater na južnem koncu planote na vrhu, ki je napolnjen z vročo, kislo vodo, imenovano Kratersko jezero (Te Wai ā-moe).
Ruapehu leži na podlagi mezozojske grauwake (meljastega peščenjaka), ki jo prekriva tanka plast usedlin porečja Wanganui, ki jo sestavljajo pesek, melj, plasti školjk in apnenec. Ni jasno ugotovljeno, kdaj je Ruapehu prvič začel bruhati, le da so se izbruhi začeli pred vsaj 250.000 leti in morda že pred 340.000 leti. Ruapehu je bil zgrajen v štirih različnih fazah razmeroma intenzivne eruptivne dejavnosti, ki so ji sledila obdobja relativne tišine. Vsaka od teh štirih stopenj dejavnosti je za seboj pustila različne kamnite formacije, imenovane formacija Te Herenga (izbruhnila pred 250.000–180.000 leti), formacija Wahianoa (izbruhnila pred 160.000–115.000 leti), formacija Mangawhero (izbruhnila pred 55.000–15.000 leti). ) in formacija Whakapapa (izbruhnila pred 15.000–2000 leti). Vsaka od teh kamnitih formacij je sestavljena iz tokov lave in tufnih breč, študije teh formacij pa so pokazale, kako se je vulkanska aktivnost na Ruapehu razvijala skozi čas. V fazi aktivnosti Te Herenga se je magma med izbruhi hitro dvignila skozi skorjo. Vendar se je pred 160.000 leti v skorji pod vulkanom oblikovala zapletena mreža magmatskih nasipov in pragov, lava, ki je od takrat izbruhnila, pa kaže znake obsežnega mešanja med različnimi komorami magme pred izbruhi.
V sodobnem času je bila vulkanska dejavnost osredotočena na Kratersko jezero. Pod jezerom sta dva aktivna zračnika, imenovana Severni in Centralni zračnik. Za aktivnost je značilno ciklično segrevanje in ohlajanje jezera v obdobjih 6–12 mesecev. Vsak segrevalni cikel zaznamuje povečana seizmična aktivnost pod kraterjem in spremlja povečana emisija vulkanskih plinov, kar kaže, da so odprtine pod kraterskim jezerom odprte za uhajanje plina. Dokazi kažejo, da je sistem odprtega prezračevanja, kot je ta, obstajal v 250.000-letni zgodovini Ruapehuja. To preprečuje kopičenje pritiska in povzroči razmeroma majhne, pogoste izbruhe (v povprečju vsakih 20–30 let) na Ruapehu v primerjavi z drugimi andezitnimi vulkani po svetu.
Kratersko jezero se izprazni zaradi velikih izbruhov, kot sta bila leta 1945 in 1995–1996, vendar se ponovno napolni, ko se izbruhi umirijo, napaja pa ga taljenje snega in izpuščena para. V zgodovinskih časih so večji izbruhi nanesli jez tefre čez iztok jezera, kar je preprečilo prelivanje jezera v dolino Whangaehu. Jez se po nekaj letih poruši in povzroči velik lahar po dolini. Jez tefre, ki je nastal zaradi izbruhov leta 1945, se je zrušil 24. decembra 1953, kar je povzročilo katastrofo Tangiwai in poslalo lahar po reki Whangaehu. 151 ljudi je umrlo, ko je lahar odnesel železniški most Tangiwai, tik preden ga je prečkal hitri vlak. Drugi jez je nastal zaradi izbruhov v letih 1995–1996, ki se je zrušil 18. marca 2007. Na gori je bil  leta 2000 nameščen opozorilni sistem, sistem za alarmiranje in opozarjanje vzhodnega Ruapehu Laharja (ERLAWS), da bi zaznal takšen kolaps in opozoril ustrezne oblasti. Sistem ERLAWS je zaznal lahar iz leta 2007, ceste so bile zaprte in železniški promet ustavljen, dokler se lahar ni umiril.

### Zgodnja zgodovina izbruhov
Najzgodnejša znana vulkanska aktivnost v narodnem parku Tongariro je bila pred približno 933.000 ± 46.000 leti v kraju Hauhungatahi, severozahodno od Ruapehuja. Pozneje so andezitni klasti, najdeni 100 km jugozahodno od Ruapehuja, blizu Whanganuija, pokazali, da je bil vulkanizem verjetno prisoten na območju Ruapehuja pred 340.000 leti. Vendar so najstarejše kamnine na samem Ruapehu stare približno 250.000 let. Izbruhi v tem obdobju naj bi zgradili strm vulkanski stožec okoli osrednjega kraterja, ki bi bil nekje blizu današnjega zgornjega grebena Pinnacle Ridge. Izbruhi, ki so gradili stožec, so prenehali pred približno 180.000 leti, stožec pa je začel erodirati zaradi ledeniškega delovanja. Skalne formacije, ki segajo v to obdobje, se skupaj imenujejo formacija Te Herenga, danes pa so te formacije vidne na grebenu Pinnacle Ridge, grebenu Te Herenga in v dolini Whakapapanui, vse na severozahodnih pobočjih Ruapehuja.
Pred približno 160.000 leti so se ponovno začeli izbruhi, ki so gradili stožec, tokrat iz kraterja, za katerega se domneva, da leži severozahodno od današnjega vrha Mitre (Ringatoto)—jugovzhodno od prvotnega zračnika Te Herenga. Izbruhi so se nadaljevali do pred približno 115.000 leti in lava, ki je izbruhnila v tem obdobju, je znana kot formacija Wahianoa. Tudi to tvorbo je močno erodirala ledeniška dejavnost in zdaj tvori jugovzhodne bregove sodobnega Ruapehuja. Formacijo sestavljajo tokovi lave in tufobreče.
Pred približno 55.000 leti se je začela tretja faza izbruhov gradnje stožcev, ki so ustvarili formacijo Mangawhero. Ta formacija je izbruhnila na erodirano formacijo Wahianoa v dveh fazah: prva se je zgodila pred 55.000–45.000 leti, druga pa pred 30.000–15.000 leti. V tem obdobju je bilo aktivnih več kraterjev na vrhu, ki so vsi ležali med Tahurangijem in severnim vrhom. Parazitski izbruhi so se pojavili tudi v Pukeonakeju, stožcu scoria severozahodno od Ruapehuja, in v več izoliranih kraterjih blizu Ohakuna. Formacijo Mangawhero lahko najdemo na večini sodobnega Ruapehuja in tvori večino visokih vrhov gore ter smučišče Turoa.

### Holocenska aktivnost
Tokovi lave, ki so izbruhnili iz Ruapehuja od zadnjega ledeniškega maksimuma, se imenujejo formacija Whakapapa. Vsi ti tokovi so izbruhnili med 15.000 in 2000 leti iz številnih različnih kraterjev na vrhu Ruapehuja ter iz kraterjev na severnem in južnem bregu gore.
Pred približno 10.000 leti je prišlo do serije velikih izbruhov, ne samo na Ruapehu, ampak tudi na jezerih Tama med vulkanoma Ruapehu in Tongariro. To obdobje intenzivnih izbruhov se imenuje dogodek Pahoka-Mangamate in naj bi trajalo med 200 in 400 leti. Na Ruapehuju je lava izbruhnila iz Saddle Cone - bočnega kraterja na severnih pobočjih - in iz drugega kraterja na južnih pobočjih. Ta južni krater je trikrat izbruhnil in tokovi lave iz tega kraterja so potovali skoraj 14 km proti jugu.
Obstajajo dokazi, da je sektorski kolaps na severozahodnih pobočjih pred približno 9400 leti oblikoval amfiteater, ki zdaj obsega smučišče Whakapapa, in pustil obsežen plazovit nanos na severozahodnem obroču, ki ga je mogoče videti še danes. Od takrat so bili izbruhi za red velikosti manjši po intenzivnosti in volumnu. Skladno s tem je večina 150 km³ stožca in 150 km³ obročaste ravnine starejša od 10.000 let. Izbruhi pred 10.000 in 2500 leti so povzročili tokove lave, ki so se vsi stekali v amfiteater Whakapapa in ustvarili pobočja sodobnega smučišča.
V zadnjih 2000 letih je bila dejavnost na Ruapehu v veliki meri osredotočena na kratersko jezero na vrhu. Erupcijska dejavnost je običajno sestavljena iz razmeroma majhnih, a eksplozivnih freatomagmatskih izbruhov, ki se pojavijo vsakih nekaj desetletij in trajajo več mesecev vsak. V zabeleženi zgodovini so se ti izbruhi zgodili približno 50 let narazen, v letih 1895, 1945 in 1995–1996. Manjši freatski ali hidrotermalni izbruhi se v povprečju pojavijo vsakih nekaj let, opazni manjši izbruhi pa so se zgodili leta 1969, 1975 in 2007. Od leta 1830 je bilo dokumentiranih več kot 600 eruptivnih dogodkov različnih velikosti.

### Izbruh 1945 in lahar 1953
Ruapehu je vstopil v eruptivno fazo marca 1945 po več tednih vulkanskih tresljajev. Prvi znaki izbruha so bili zabeleženi 8. marca, pri čemer so padavine pepela opazili na vzhodnih pobočjih. 19. marca so v Kraterskem jezeru opazili kupolo lave, ki pa je bila uničena v seriji eksplozivnih izbruhov v naslednjem tednu. Druga, večja kupola iz lave se je pojavila maja, ki je še naprej rasla v naslednjih mesecih in je do julija izpraznila kratersko jezero.
Izbruhi so se povečali od avgusta do novembra. Posebej močan izbruh v zgodnjih urah 21. avgusta je bil slišan v zalivu Hawkes Bay in okrožju Tararua, dovolj glasen, da je prebudil ljudi iz spanja in povzročil preplah. Izbruhi so začeli upadati decembra in so se končali do januarja.
Izbruhi so razpršili pepel po večini Severnega otoka, ognjeniški oblak pa je bilo mogoče videti tako daleč, kot so Palmerston North, Whanganui in Hawkes Bay. Pepel je povzročil motnje v več skupnostih na Severnem otoku, vstopil v hiše, povzročil draženje oči in grla ter poškodoval lak avtomobilov. Poročali so o škodi na pridelku v Ohakuneju, oskrba z vodo v Taumarunuiju pa je bila motena.
Ko so se izbruhi konec decembra umirili, se je Kratersko jezero počasi začelo polniti, tako da je "vrelo jezero" do sredine januarja že napolnilo dno kraterja. Med izbruhi je na običajnem iztoku jezera nastal tefrski jez, ki se je nazadnje zrušil 24. decembra 1953 in povzročil lahar, ki je privedel do katastrofe Tangiwai z izgubo 151 življenj, ko se je zrušil železniški most Tangiwai čez reko Whangaehu, medtem ko je bil lahar v polni poplavi, tik preden jo je prečkal hitri vlak.

### Izbruha 1969 in 1975
Ruapehu je doživel obdobje povečane aktivnosti med letoma 1966 in 1982, z več majhnimi izbruhi v Kraterskem jezeru in dvema večjima izbruhoma v letih 1969 in 1975, ki sta vrgla kamenje po območju vrha in povzročila znatne laharje.
Izbruh leta 1969 se je zgodil v zgodnjih urah 22. junija. Šlo je za zmeren freatski izbruh, ki je razstrelil skale do 1 km severozahodno od kraterja in poslal laharje po več dolinah. Smučišče Whakapapa je ostalo prekrito z blatom. To je bil največji izbruh po letu 1945.
Večji freatski izbruh se je zgodil ob 3:59 zjutraj 24. aprila 1975, proti vetru je razstrelil skale do 1,6 km severozahodno od kraterja in odložil pepel več kot 100 km proti jugovzhodu. Pred izbruhom je bila devetminutna seizmična aktivnost, vendar so širjenje kraterja izmerili dva tedna prej. Skoraj polovica vode v Kraterskem jezeru je izbruhnila v zrak, ki je nato deževala na vrh in povzročila laharje po več rečnih dolinah. Laharji, ki so potovali po rekah Whakapapa in Manganui o te Ao, so vstopili v reko Whanganui in jo zastrupili, kar je vplivalo na velik del vodnega življenja dolvodno. Poleg tega so laharji poškodovali smučarske naprave na smučišču Whakapapa, več mostov in dovode predorov hidroelektrarn, vendar ni prišlo do izgube življenj.
Tri dni pozneje, 27. aprila zjutraj, je Ruapehu ponovno izbruhnil. Serija petih izbruhov se je zgodila med 7.10 in 10.18, pri čemer so valovi blata, kamenja in pepela poslali proti severu čez planoto na vrhu in ustvarili izbruhne stebre do 500 m visoko.
Izbruhi leta 1975 so poglobili Kratersko jezero s 55 do 60 m na več kot 90 m.

### Izbruhi 1995–1996
Potresni roji zahodno od Ruapehuja med novembrom 1994 in septembrom 1995 so zaznamovali začetek ponovne povečane aktivnosti vulkana. Izbruhi potresne dejavnosti so se zgodili neposredno pred hitrim dvigom temperature v Kraterskem jezeru, kjer je temperatura površja januarja 1995 dosegla 51,4 °C – ena najvišjih temperatur v zadnjih 30 letih in približno 10 °C višja od običajne najvišje temperature. 26. aprila je prišlo do manjšega izbruha, ki je poslal valove ob stene kraterja in poškodoval nekaj tamkajšnje opreme za spremljanje. Drugi izbruh 29. junija je uničil opremo in povzročil lahar. Kemična analiza je pokazala, da je magma medsebojno vplivala na vodo pod jezerom.
Prvi večji izbruh se je zgodil 18. septembra 1995 ob 8.05, pri čemer je na območje vrha deževala tefra in so laharji padali navzdol po gori. 23. septembra je še večji izbruh razstrelil skale do 1,5 km od kraterja, poslal laharje po treh dolinah in ustvaril izbruh, visok 12 km. Freatomagmatski izbruhi so se pojavljali do konca meseca in ves oktober, pri čemer so nekateri izbruhi trajali več ur naenkrat. Pepel je padal na površini do 250 km navzdol. Eksplozivni izbruhi 11. oktobra so izpraznili kratersko jezero.
Po tem je aktivnost zamrla do 15. junija 1996, ko so zabeležili ponovno potresno aktivnost. Temu sta sledila izbruha 17. in 18. junija, ki sta znova izpraznila delno ponovno napolnjeno kratersko jezero. Strombolijski izbruhi so se zgodili 27. junija ter ves julij in avgust, pri čemer so bili ognjeniški oblaki visoki več kot 10 km, kamenje pa se je odvrglo 1,4 km od kraterja.
Ti izbruhi so proizvedli več kot 7 milijonov ton pepela, ki je onesnažil zaloge vode, uničil pridelke in povzročil pogin živine. Pepel v reki Tongariro je poškodoval tudi sesalne turbine v elektrarni Rangipo, oblaki pepela pa so povzročili zaprtje letališč vse do Aucklanda in Wellingtona. Izbruhi so povzročili tudi zaprtje treh smučišč na gori, kar je regijo stalo približno 100 milijonov dolarjev izgubljenega dohodka.
Po izbruhu leta 1996 je bilo ugotovljeno, da bi lahko znova prišlo do katastrofalnega laharja, ko je Kratersko jezero razbilo jez vulkanskega pepela, ki je blokiral iztok jezera, kot se je zgodilo leta 1953. Leta 2000 je bil sistem za alarm in opozarjanje ERLAWS nameščen na goro, da odkrijejo tak polom in obvestijo pristojne organe. Jezero se je postopoma polnilo s taljenjem snega in je do januarja 2005 doseglo raven trde skale. Lahar se je končno zgodil 18. marca 2007.

### Aktivnosti 2006 in 2007
Ruapehu je izbruhnil ob 22.24. 4. oktobra 2006. Majhen izbruh je zaznamoval vulkanski potres z magnitudo 2,9 in povzročil valove, visoke 4–5 metrov, ki so se zaleteli v steno kraterja. Pepel ni izbruhnil v ozračje in domneva se, da se je izbruh v celoti zgodil pod vodo.
18. marca 2007 ob 11.22 dopoldne je jez tefre, ki je zadrževal Kratersko jezero, počil in poslal lahar navzdol po gori. Ocenjuje se, da je 1,9–3,8 milijona kubičnih metrov blata, kamenja in vode potovalo po reki Whangaehu. ERLAWS aktiviran, pošlje alarm na pozivnike ob 11.25 in samodejno aktivira opozorilne luči in zaporne roke za zapiranje cest in ustavitev vlakov. Huje škode in poškodovanih ni bilo. Toaletni blok pri spomeniku Tangiwai je bil uničen, vendar je bil spomenik že zaprt zaradi grožnje laharja. Ena družina je bila ujeta približno 24 ur, potem ko je lahar pometel dostopno pot do njihovega doma.
Ob 20.16 uri 25. septembra 2007 je bil pod Ruapehujem zaznan vulkanski potres, ki so ga spremljali ob 20.26. z eksplozivnim surtsejnskim izbruhom. Eksplozivna faza izbruha je trajala manj kot minuto in je razstrelila pepel, blato in kamenje proti severu, ki je segalo približno 2 km od Kraterskega jezera. Dva plezalca sta bila ujeta v izbruh pri Dome Shelterju, alpski koči približno 600 m od kraterja, ko je kočo zadel val. Plezalca sta se skoraj utopila, preden so tla koče popustila in je voda odtekla v kletni seizmometer. Enemu od njih, 22-letnemu osnovnošolskemu učitelju, je balvan stisnil nogo. Reševalna operacija je bila organizirana, potem ko se je njegov spremljevalec, ki ga ni mogel osvoboditi, spustil z gore po pomoč.
Izbruh je sprožil laharje po dolini Whangaehu in smučišču Whakapapa. ERLAWS je zaznal laharje v dolini Whangaehu. Snežni teptalnik na smučišču Whakapapa se je komaj izognil temu, da bi ga tam ujel lahar. 

### Trenutna dejavnost in prihodnje nevarnosti
Od izbruha leta 2007 je bil na Ruapehu zabeležen le en eruptivni dogodek – manjši dogodek 13. julija 2009, ko je majhen vulkanski potres pod Kraterskim jezerom povzročil, da se je nivo vode v jezeru dvignil za 15 cm in sprožilo lahar snežne brozge v zgornji dolini Whangaehu. Od takrat je Kratersko jezero nadaljevalo svoj redni cikel segrevanja in povečanih emisij plinov, tudi v obdobjih trajnih visokih temperatur, ki so se pojavile v letih 2011, 2016 in 2019.
Pričakuje se, da se bodo izbruhi na Ruapehu nadaljevali tako kot v zadnjih 2000 letih, s pogostimi manjšimi izbruhi in pomembnejšimi dogodki vsakih 20–30 let, čeprav ni mogoče izključiti možnosti večjih dogodkov, kot je dogodek Pahoka-Mangamate. Prejšnji trend aktivnosti do pred 10.000 leti je bil približno 7,5 km3 izbruhnil vsakih 10.000 let. Manjši izbruhi, kot je bil leta 2007, še posebej, če so hidrotermalni, se lahko zgodijo kadarkoli brez opozorila. Vendar so se v zgodovinskih časih večji izbruhi, kot so tisti v letih 1995–96, zgodili le v obdobjih okrepljene dejavnosti.
Glavna nedavna vulkanska nevarnost na Ruapehu je zaradi laharjev. Skozi smučišče Whakapapa vodita dve veliki laharski poti, v zadnjem času pa so laharji potovali po smučišču v letih 1969, 1975, 1995 in 2007. Na smučišču deluje sistem za opozarjanje na izbruh, ki opozori smučarje v primeru ponovnega izbruha. Laharji predstavljajo tudi veliko nevarnost za okoliške rečne doline, zlasti reko Whangaehu, ki jo prečkajo državne avtoceste, glavna železniška proga Severnega otoka in električni daljnovodi. Velike, uničujoče laharje so opazili v reki Whangaehu v letih 1862, 1895, 1953, 1975 in 2007.
GNS Science nenehno spremlja Ruapehu z uporabo mreže seizmografov, postaj GPS, mikrofonov in spletnih kamer. Kemična analiza vode v Kraterskem jezeru se redno izvaja skupaj z meritvami plinov v zraku. Podatke v živo si lahko ogleda na spletni strani GeoNet. GeoNet website

## Smučišča
Ruapehu ima dve komercialni smučarski progi, Whakapapa na severni strani in Turoa na južnem pobočju. To sta dve največji smučarski progi na Novi Zelandiji, pri čemer je Whakapapa večje. Klubsko igrišče Tukino je na vzhodu gore in je odprto za javnost. Sezona je običajno od junija do oktobra, vendar je odvisna od snega in vremenskih razmer.
Obe smučišči sta dostopni z avtom in sedežnico, s progami za začetnike in napredne smučarje. Whakapapa ima pet sedežnic z omejeno namestitvijo in osvežilnimi pijačami, ki so na voljo na Top o' the Bruce (parkirišče na vrhu ceste Bruce) in na vstopu v Whakapapo ter drugod na gori. Planinske koče poskrbijo za pohodnike in plezalce. Te so večinoma v lasti zasebnih klubov.

## V popularni kulturi
Nekateri prizori izmišljenega Mordorja in gore Doom v filmski trilogiji Gospodar prstanov Petra Jacksona so bili posneti na pobočju gore Ruapehu. 